# Aeroporto internazionale di Pakse
L'Aeroporto internazionale di Pakse è un aeroporto internazionale situato nella città di Pakse nel Laos (IATA: PKZICAO: VLPS); è un aeroporto internazionale che serve il sud del Laos e lo collega a città come Seoul , Guangzhou, Ho Chi Minh City, Luang Prabang, Siem Reap, e la capitale del Laos, Vientiane.